# Taurus (band)
Taurus was een Nederlandse muziekgroep op het gebied van progressieve rock. Thuisbasis was Haarlem.

## Taurus
Taurus begon in 1976 als kwartet met Martin Scheffer (zang, gitaren), Dennis Plantenga (drumstel), Piet Traanberg (basgitaar) en Rob Spierenburg (toetsen). Vanuit het oude klooster Sint-Lucia aan de Schoollaan in Bennebroek probeerde Taurus een plaats te veroveren binnen de progressieve rock in Nederland. Als voorbeelden koos de band echter en Engelse variant, met name Genesis uit beginjaren zeventig tussen Trespass en Wind & Wuthering. Taurus kreeg de bijnaam "Genesis van Nederland". Het kwartet verzamelde het benodigd instrumentarium bijeen met ook als voorbeeld Genesis. Een optreden van die band zorgde voor verdere inspiratie. 
Vanuit Bennebroek begon de band met optredens ook weer gestoeld op de progressieve rock van die tijd, lichtshows en mistgeneratoren zorgden voor visueel spektakel. De muziek werd stevig ondersteund door baspedalen van Moog (ook wel Taurus baspedalen). De band kreeg een vaste schare fans en zelfs onderdak bij Mercury Records. Bij dat platenlabel bracht het hun single Meadow uit. Vanuit het klooster had de band echter niet door dat de progressieve rock en de muziekwereld in totaal veranderd was onder invloed van punk en new wave. Een gerenommeerd muziekproducent als Roy Beltman kon ook niet voorkomen dat de single buiten de niche totaal genegeerd werd. Mercury wilde nog wel verder, maar dan met de nodige aanpassingen. De band wilde die niet doorvoeren. Ze kregen even onderdak bij CBS, maar dat werd ook niets.
Een jaar na de single verscheen op het eigen label van producent Bas Mul (Multi Records) het debuutalbum Illusions of a night met sterk op Genesis-leunende muziek. Traanberg en Plantenga waren toen al verdwenen en werden vervangen door Jos Schulp en Rex Stulp. Ook Illusions kon geen potten breken, maar werd nog wel opgevolgd door een livealbum. Uit de hoes blijkt dat de band zich toen een touringcar kon veroorloven. Wanneer in 1989 het album op compact disc wordt uitgebracht ontstaat (weer) vraag naar oudere opnamen. Deze worden uitgegeven onder de titel Works 1976-1981. Ook het livealbum See you again uit 1993 gaat terug naar diezelfde periode. In 1994 werd On a journey uitgebracht, maar dan in compleet andere samenstelling rond Jos Schild. Een nakomertje is Evolution uit 1999, een verzamelalbum.

## Plantenga
Dennis Plantenga (Haarlem, 1952)  schreef in zijn verdere leven een aantal boekjes: Woordenschatten uit 1982 samen met producer Ger Loogman en tekeningen van Gerrit de Jager, Zand in je ogen (2012), De tandarts is mijn beste vriend (2017) gingen vooraf aan de biografie over Taurus: De Haarlemse Prog-rockband Taurus (2018). Plantenga zei zelf geïnspireerd te zijn door drummers Keith Moon en Buddy Rich.